# Битва біля Нореї
Битва при Нореї, або Битва при Норикі — збройне зіткнення між кількома римськими легіонами і мігрувавшими з Ютландського півострова племенами германців, що сталося біля міста Норея в 113 році до н. е.

## Передісторія
В 120 році до н. е. плем'я варварів — кімври — на чолі з вождем Бойорігом мігрували з Ютландського півострова на південь Німеччини, де до них приєдналися тевтони і амброни, хоча на думку Теодора Моммзена вони з'єдналися з кімврами в 103 році до н. е. , після початку Кімврської війни. Незабаром варвари підійшли до Альп і зайняли дружнє римлянам торгово-ремісниче місто теврісків Норею у Норику. Місто розграбували, перебили безліч жителів, тих що вижили продали в рабство.
Тевриски відправили до римлян послів з проханням захистити їх від германців. Сенат наказав консулу Гнею Папірію Карбону виступити проти варварів з тридцятитисячним військом і вибити їх з земель Норіка. Кімври, знали про військову могутність римлян, пішли без опору , пообіцявши надалі не нападати на союзників Риму, однак консулу цього виявилося мало: він дав їм провідників, які повели кімврських посланців обхідним шляхом, але сам з військом вирушив короткою дорогою. Коли кімври пройшли повз римлян, ті напали і вбили майже всіх германців, лише декілька з них вціліло. Вони принесли родичам звістку про бойове зіткнення .

## Хід битви
Найімовірніше, кімври нав'язали римлянам бій в лісах Нореї , де римляни були нездатні розгорнути бойові порядки. Германці всією масою напирали на римські частини, і за рахунок чисельної переваги завдали римлянам великі втрати, а від повного розгрому римлян врятувала лише гроза. Римляни розбіглися по різні боки і насилу зібралися разом на третій день. Карбону вдалося врятуватися, згодом за рішенням сенату він був засланий і наклав на себе руки . Римляни не отримували поразок від германців до 105 до н. э.